# Maumee River
Maumee (ang. Maumee River) – rzeka w amerykańskich stanach Indiana i Ohio. Bierze swój początek w Fort Wayne w stanie Indiana ze zbiegu rzek St. Joseph i St. Marys, a uchodzi do Jeziora Erie w Toledo w stanie Ohio.